# 嘉黎镇
嘉黎镇，是中华人民共和国西藏自治区那曲市嘉黎县下辖的一个乡镇级行政单位。

## 行政区划
嘉黎镇下辖以下地区：
扭热朵村、阿琼村、日瓦朵村、奔达村、萨钦隆村、切塘村、玛塘村、亚塘村、约青村、郭若咔村、帮布村、普叶村、亚庆村、东多村和拉日村。